# Apterygota
Gli apterigoti o atterigoti (Apterygota) costituiscono una sottoclasse di piccoli insetti, caratterizzati dalla assenza di ali, sia nel presente che nella loro storia evolutiva.  Il primo riscontro tra i reperti fossili si ha nel periodo Devoniano, 417-354 milioni di anni fa.
Nell'albero evolutivo degli Insetti rappresentano la forma più primitiva, che si manifesta nell'atterismo primario. Lo sviluppo postembrionale si attua attraverso muta senza metamorfosi (ametabolia). Infatti, gli stadi giovanili (neanidi) differiscono dagli adulti solo per le minori dimensioni. Manca lo stadio di ninfa.
Hanno un esoscheletro debole, con cuticola molto sottile, che li fa apparire traslucidi. Agili corridori, si spostano piuttosto velocemente.

## Sistematica
La collocazione sistematica degli apterigoti al rango di sottoclasse è condivisa sia nei vecchi schemi tassonomici sia nei più recenti. Diversa è invece l'interpretazione della suddivisione.
Gli schemi più recenti individuano due ordini, quello degli Archaeognatha e quello dei Thysanura, comprendenti forme alquanto simili tra loro; un altro schema colloca i Thysanura in una sottoclasse distinta dagli apterigoti (Zygentoma).
La sistematica classica ascrive alla sottoclasse degli apterigoti il solo ordine dei Thysanura, mentre gli Archaeognatha sono inclusi nei tisanuri al rango di sottordine (Machilida).
Una vecchia classificazione, del tutto abbandonata, includeva negli apterigoti anche gli esapodi degli ordini Protura, Diplura e Collembola, oggi non più inclusi nella classe degli Insecta.